# Caracol (Belize)
Pour les articles homonymes, voir Caracol.

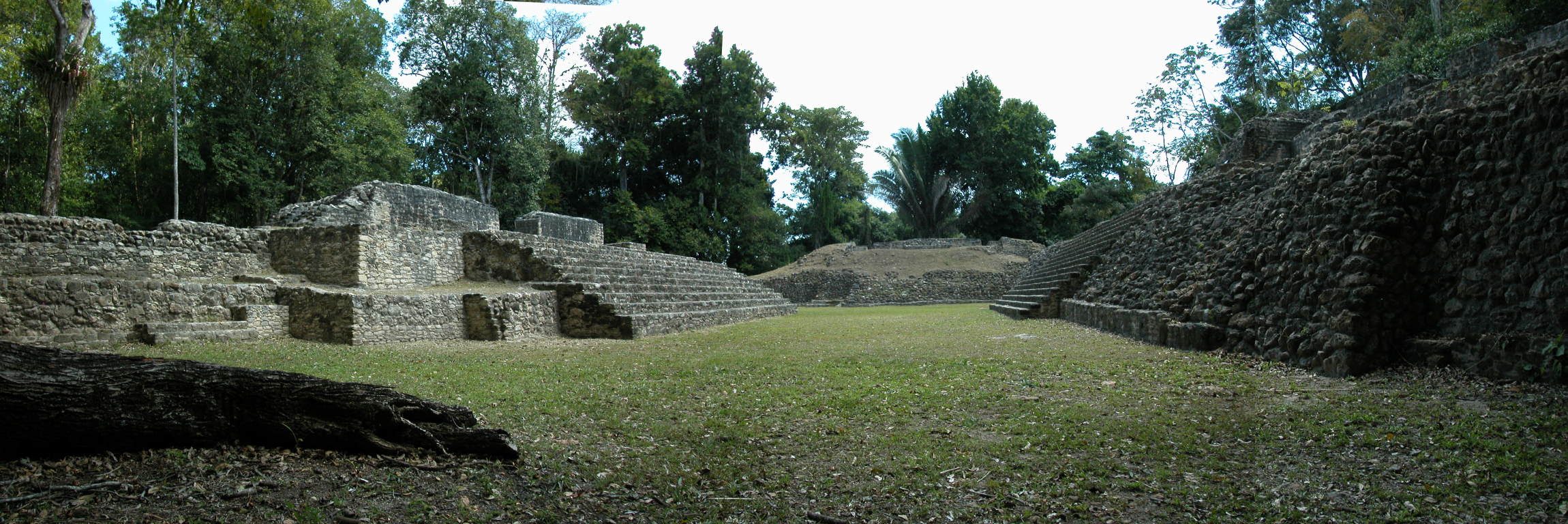
Complexe Résidentiel à Caracol.

Caracol (escargot, en espagnol) est un site archéologique maya antique, situé dans le District de Cayo au Belize.

## Noms classiques

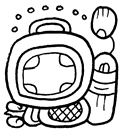
Glyphe emblème k'uhul k'antu maak.

Le site de Caracol a possédé deux glyphes-emblème différents. Au début de son histoire, on utilisait uxwitz ajaw, c'est-à-dire "seigneur des trois montagnes", uxwitz étant le toponyme du site. Plus tard, au VIe siècle sous le règne de Yajawte' K'inich II, ce nom fut remplacé par k'uhul k'antu maak, où  le mot maak (homme/personne)  est utilisé à la place de ajaw. Le sens du glyphe principal k'antu reste problématique.

## Histoire
Les investigations archéologiques récentes ont révélé que Caracol était une cité plus importante qu'on ne le croyait. Occupée dès le Préclassique, Caracol demeura un site modeste au Classique ancien. La première inscription en compte long à faire état d'un souverain nommé Te' K'ab Chaak, qui pourrait être le fondateur de la dynastie, date de 331. Sa tombe est découverte en 2025 et révèle qu'il est mort à un âge avancé. 
Le site relativement modeste au Classique ancien connut une croissance importante au Classique récent, avec une population estimée à 100 000 personnes pour l'ensemble de son territoire au milieu du VIIe siècle. La cité fut impliquée dans les guerres entre Tikal et Calakmul aux VIe et VIIe siècles. Elle s'enrichit tellement par le butin obtenu au cours de nombreuses guerres que ses élites pouvaient se permettre de riches inhumations normalement réservées à la famille royale. Le nombre important de tombes dotées de céramiques polychromes de luxe a amené les archéologues Arlen F. Chase et Diane Z. Chase à parler de l'émergence d'une « classe moyenne ». 
Battue par Naranjo en 680, Caracol entra dans une longue période de déclin. Elle connut une dernière période de prospérité au début du IXe siècle.

## Histoire moderne
Le site fut découvert en 1937 par un bûcheron qui le signala aux autorités du Honduras britannique. Entre 1950 et 1953, puis en 1958, des fouilles furent entreprises par Linton Satterthwaite du University of Pennsylvania Museum of Archaeology and Anthropology, qui cartographia partiellement le site. En 1985, un projet de longue haleine (Caracol Archaeological Project)  fut lancé sous la direction des époux Arlen et Diane Chase. Dans le cadre de ce projet, ils cartographièrent le site en relief au moyen de la technique du LIDAR (Light Detection and Ranging). Ce projet est toujours en cours.

## Description du site
Le complexe pyramidal Caana est la plus grande structure de Caracol (43 m). La disposition des trois petites pyramides à son sommet (B-18, B-19 et B-20) autour d'une cour centrale rappelle les temples en « triade » du site préclassique d'El Mirador. Certains gradins de la pyramide étaient couverts de salles voutées. Les phases anciennes abritent des tombes non identifiées. Caracol possède un nombre important de sacbeob qui relient le centre à la périphérie.
Le site comprend trois ‘aguadas’ ou points d'eau répertoriés. Il a deux stèles représentant des reines. On y a trouvé deux masques en forme d’alligator. Le plus ancien monument de Caracol portant une inscription lisible est la stèle 13 (9.4.0.0.0) (514). La taille des glyphes des monuments de Caracol serait plus grande qu'ailleurs.

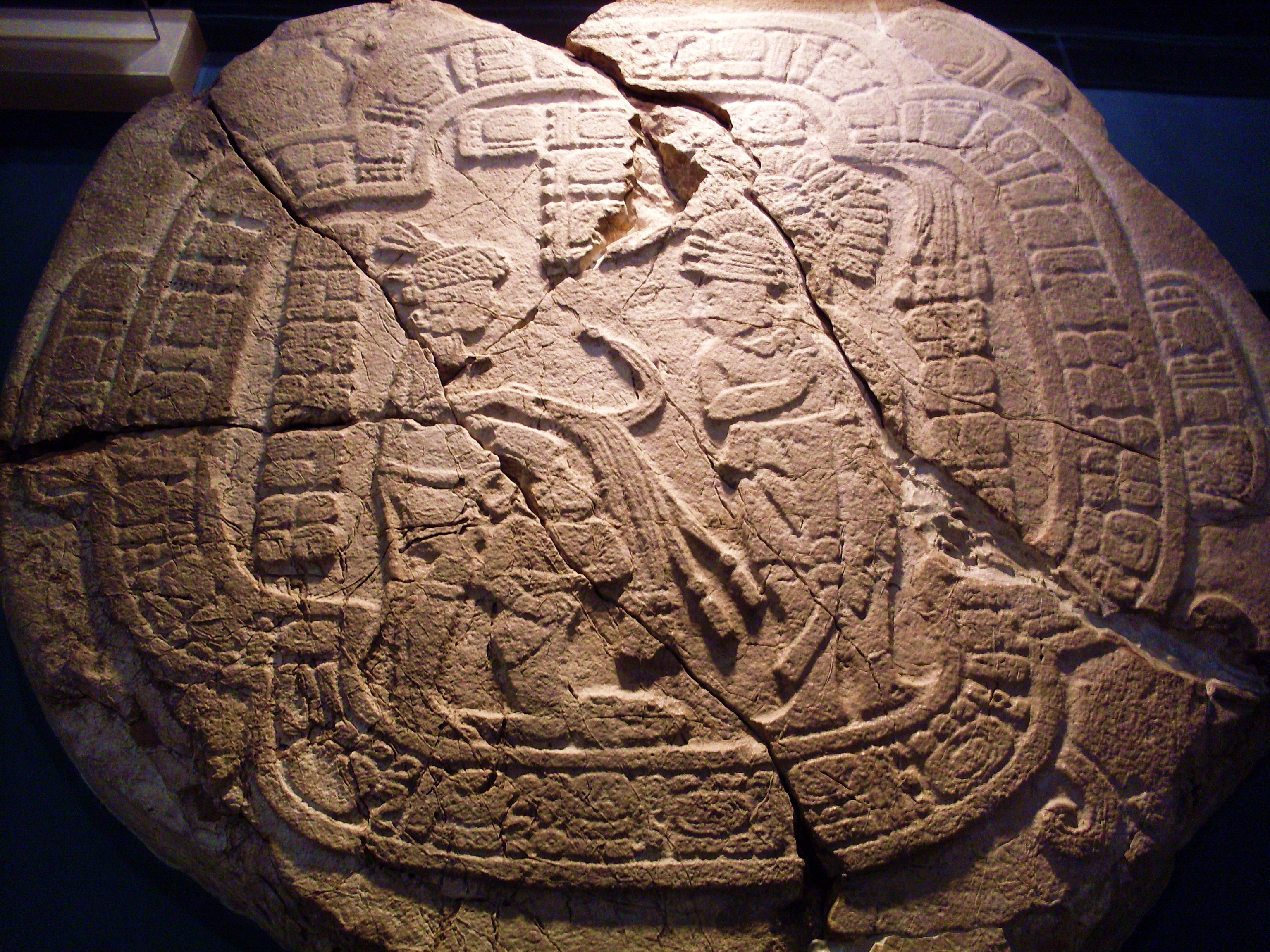
Autel 13 représentant le roi de Caracol et celui d'Ucanal entourant un captif

Caracol possède un réseau particulièrement remarquable de sacbéob : il totalise près de 70 km de routes partant du centre de la cité qu'il relie à des sites satellites sur près de 300 km2.